# Корсунцы
Корсунцы (укр. Корсунці) — село, относится к Лиманскому району Одесской области Украины.
Население по переписи 2001 года составляло 1773 человека. Почтовый индекс — 67560. Телефонный код — 4855. Занимает площадь 0,44 км². Код КОАТУУ — 5122782603.
Из-за распространенной в прошлом здесь торговле наркотиками деревня получила в народе название Палермо.

## Местный совет
67560, Одесская обл., Лиманский р-н, с. Красносёлка, ул. Набережная, 82